# Евард, Игорь Аркадьевич
Игорь Аркадьевич Евард —  композитор, сценарист и режиссер. 
Игорь Евард - представитель современной академической музыки, лауреат музыкальных конкурсов, член Союза композиторов России и заслуженный деятель Московского музыкального общества, кавалер ордена им. М. Балакирева, Почетный гражданин России, создатель и президент международного конкурса композиторов «Композитор XXI», главный редактор всероссийской музыкально-информационной газеты «Играем сначала. Da capo al fine». В творческом арсенале композитора – симфоническая музыка, вокальная и хоровая музыка на стихи известных поэтов, а также широкий ряд камерной музыки. Игорь Евард стал одним из немногих российских композиторов, развивающих жанр «классический кроссовер».
Игорь Евард является кинорежиссером и сценаристом музыкальных клипов на собственную музыку и короткометражного фильма “Травила”. В фильме также использована авторская музыка Игоря. Режиссерские работы Игоря получили множество наград на мировых кинофестивалях, среди которых 26 являются золотыми наградами.
Игорь Евард - создатель единой информационной системы «Музыка и культура».

## Биография
Игорь Евард родился в Вильнюсе в 1963 году. В 1985 году окончил Ленинградский горный институт. Впоследствии работал в шахте, поднимался в горы в качестве спортивного инструктора.
В 1992 году получил высшее образование в Рязанском филиале Московского государственного института культуры как дирижёр оркестра и создал ансамбль, которым долгое время руководил. Преподавал игру на гитаре.
Работал музыкальным журналистом, с 1991 года был ведущим и музыкальным редактором на радио ГТРК «Смоленск». С 1994 г.- член Союза журналистов России.
В 2000 году получил ученую степень «кандидат философских наук», защитив в МосГУ диссертацию по теме «Современная российская музыкальная культура: Социально-философский анализ». Преподавал в МосГУ (с 2002 года — автор курса эстетики как специальной дисциплины в МосГУ. С 2003 года — доцент кафедры философии МосГУ), был директором Школы творчества Московского гуманитарного университета.
Член-корреспондент Российской академии естественных наук.
В 2003 году Игорь Евард создал Всероссийскую музыкально-информационную газету «Играем с начала. Da capo al fine» и по настоящее время является её главным редактором.
В 2013 году организовал Международный конкурс современной музыки «Композитор XXI века», прошедший в Москве. В 2014 году второй конкурс прошёл в Калуге при поддержке Министерства культуры и туризма Калужской области.
В 2023 году в ММДМ состоялась премьера новой симфонической и вокальной программы Игоря Еварда - "Пробуждение Земли".
В 2024 году вышел музыкальный альбом "Earth Revival" на всех музыкальных платформах.
Игорь Евард входил в состав жюри многих музыкальных конкурсов: как созданного им «Композитор XXI века» (наряду с Владиславом Казениным, Сергеем Слонимским, Ефремом Подгайцем, Екатериной Мечетиной, Рузанной Лисициан и др.), так и многих региональных конкурсов.

## Композиторская деятельность
Композиторское образование Игорь получил под руководством заслуженного деятеля искусств РФ Ефрема Подгайца.
- 1990 г. — лауреат музыкального конкурса «Голоса России».
- 1992 г., 1993 г. — лауреат композиторских конкурсов.
- 2002 г. — издание авторских CD: «Числа на песке», «Лагуна белых роз», «Баллада морской воды».[12]
- 2002 г. — публикация монографии «Орфей в расколотом мире»[13]
- 2003 г.- лауреат конкурса композиторов «К освобождению Смоленщины» (г. Смоленск)
- 2004 г. — авторский концерт в г. Альхесирасе (Испания) в рамках фестиваля русской музыки стипендиатов Международного фонда В.Спивакова.
- 2005 г. — лауреат фестиваля молодёжных симфонических оркестров Европы «Еврооркестрия» (Франция).
- 2010 г. — издание двойного CD «О, верните крылья!», куда вошли романсовые композиции на стихи Лорки и Лермонтова, а также камерная музыка Игоря Еварда.[14]
- 2012 г. — учредил и организовал I Международный форум и фестиваль-конкурс виолончелистов, посвященный 20-летию провозглашения независимости Республики Казахстан[15] и Международный конкурс классического романса, впервые прошедший в Актобе с 18 по 20 апреля 2012[16]
- 2018 г. — в издательстве «Современная музыка» вышел в свет сборник романсов для голоса и фортепиано Игоря Еварда. В сборник вошли вокальные циклы «Внимая звукам» на стихи Михаила Лермонтова, «Лагуна белых роз» на стихи Федерико Гарсиа Лорки, романсы на стихи Анны Ахматовой, Леонардо Квирини и Артюра Рембо.[17]
- 2020 г. — Игорь Евард работал в жанре «классический кроссовер», предполагающем синтез классической музыки с различными современными направлениями. Выпущен дебютный EP, который объединил три композиции на английском языке. Известный клипмейкер Ирина Миронова сняла клип Rainbow Bridge из данного альбома.
- 2023 г. — вокально-симфонический концерт "Пробуждение Земли" в ММДМ с оркестром МГАСО, дирижером Н. Хондзинским.
- 2024 г. — вышел музыкальный альбом "Earth Revival" на всех музыкальных платформах.